# Evropská silnice E231
Evropská silnice E231 je evropská silnice třídy B. Propojuje města Amsterdam a Amersfoort v Nizozemsku. Většina silnice E231 vede paralelně k silnici E 35. Tato silnice je nyní udržována nizozemským generálním ředitelstvím ministerstva infrastuktury Rijkswaterstaat. Celková délka trasy je 44,6 km.

## Trasa
- Amsterdam
  - Diemen
  - Gooise Meren
  - Huizen
  - Laren, North Holland
  - Eemnes
  - Baarn
- Amersfoort